# Joseph W. Babcock

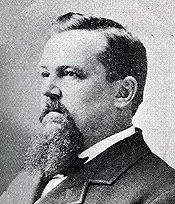
Joseph W. Babcock

Joseph Weeks Babcock (* 6. März 1850 in Swanton, Franklin County, Vermont; † 27. April 1909 in Washington, D.C.) war ein US-amerikanischer Politiker. Zwischen 1893 und 1907 vertrat er den Bundesstaat Wisconsin im US-Repräsentantenhaus.

## Werdegang
Joseph Babcock war ein Enkel von Joseph Weeks (1773–1845), der zwischen 1835 und 1839 den Staat New Hampshire im US-Repräsentantenhaus vertreten hatte. Im Jahr 1855 zog er mit seinen Eltern in das Linn County in Iowa, wo sich die Familie in der Nähe von Mount Vernon niederließ. Dort besuchte er die öffentlichen Schulen. Im Jahr 1872 zog Babcock nach Necedah in Wisconsin, wo er im Holzgeschäft tätig wurde. Gleichzeitig begann er als Mitglied der Republikanischen Partei eine politische Laufbahn.
Zwischen 1889 und 1893 war Babcock Abgeordneter in der Wisconsin State Assembly. Bei den Kongresswahlen des Jahres 1892 wurde er im dritten Wahlbezirk von Wisconsin in das US-Repräsentantenhaus in Washington gewählt, wo er am 4. März 1893 die Nachfolge  des Demokraten Allen R. Bushnell antrat. Nach sechs Wiederwahlen konnte er bis zum 3. März 1907 sieben Legislaturperioden im Kongress absolvieren. In diese Zeit fiel der Spanisch-Amerikanische Krieg. Von 1895 bis 1907 war Babcock Vorsitzender des Ausschusses zur Verwaltung des District of Columbia. Im Jahr 1904 war er Delegierter zur Republican National Convention in Chicago, auf der US-Präsident Theodore Roosevelt für eine weitere Amtszeit nominiert wurde. In den Jahren 1894 und 1902 war er auch Vorsitzender des National Republican Congressional Committee.
Im Jahr 1906 verzichtete Babcock auf eine erneute Kandidatur für das US-Repräsentantenhaus. Nach dem Ablauf seiner letzten Legislaturperiode zog er sich in den Ruhestand zurück, den er in der Bundeshauptstadt Washington verbrachte. Dort ist er am 27. April 1909 auch verstorben.